# 桥头镇 (石柱县)
桥头镇，是中华人民共和国重庆市石柱土家族自治县下辖的一个乡镇级行政单位。

## 行政区划
桥头镇下辖以下地区：
桥头村、瓦屋村、马鹿村、田畈村、赵山村、长沙村和野鹤村。